# Kosmos 2430
Kosmos 2430, ruski satelit sustava ranog upozorenja o raketnom napadu, iz programa Kosmos. Vrste je US-K (Oko br. 6069). 
Lansiran je 23. listopada 2007. godine u 4:39 s kozmodroma Pljesecka s mjesta 16/2. Lansiran je u visoku orbitu oko planeta Zemlje raketom nosačem Molnijom-M 8K78M. Orbita mu je bila 520 km u perigeju i 39175 km u apogeju. Orbitne inklinacije bio je 62,87°. Spacetrackov kataloški broj je 32268. COSPARova oznaka je 2007-049-A. Zemlju je obilazio u 704,44 minute. 
Vratio se u atmosferu 5. siječnja 2019. godine. Iz misije je ostalo nekoliko dijelova od više stupnjeva rakete: blok 2BL ostao je u visokoj orbiti, a 11S510 i BOZ vratili su se u atmosferu.

## Vanjske poveznice
- N2YO.com Search Satellite Database (engl.)
- Celes Trak SATCAT Format Documentation (engl.)
- Kunstman  Arhivirana inačica izvorne stranice od 12. kolovoza 2019. (Wayback Machine) Satellites in Orbit (engl.)